# Arquidiócesis de Boston
La arquidiócesis de Boston (en latín: Archidioecesis Bostonien(sis) y en inglés: Roman Catholic Archdiocese of Boston) es una circunscripción eclesiástica latina de la Iglesia católica en Estados Unidos, sede metropolitana de la provincia eclesiástica de Boston. La arquidiócesis tiene al arzobispo cardenal Sean Patrick O'Malley, O.F.M.Cap. como su ordinario desde el 1 de julio de 2003.

## Territorio y organización

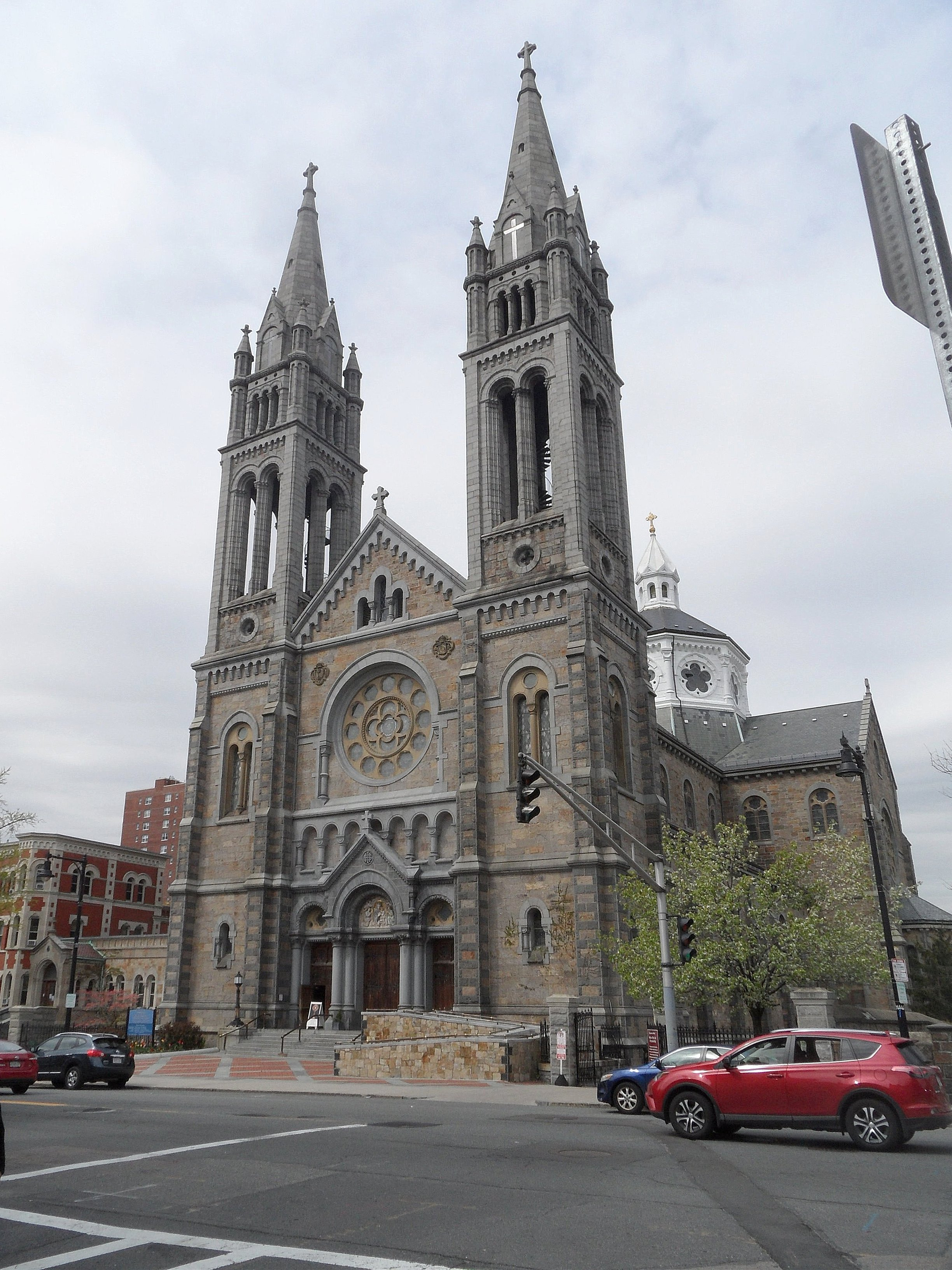
Basílica menor de Nuestra Señora del Perpetuo Socorro, Boston

La arquidiócesis tiene 6386 km² y extiende su jurisdicción sobre los fieles católicos de rito latino residentes en 5 condados del estado de Massachusetts: Essex, Middlesex, Norfolk, Plymouth y Suffolk, con la excepción de los pueblos de Mattapoisett, Marion y Wareham, que forman parte de la diócesis de Fall River.
La sede de la arquidiócesis se encuentra en la ciudad de Boston, en donde se halla la Catedral de la Santa Cruz, la basílica menor de Nuestra Señora del Perpetuo Socorro y el santuario nacional de María Reina del Universo.
En 2020 en la arquidiócesis existían 282 parroquias agrupadas en 5 regiones pastorales encabezadas por un vicario episcopal: Central, Merrymack, North, South y West. Cada región pastoral se divide a su vez en 4 vicariatos para un total de 20 vicariatos.
La arquidiócesis tiene como sufragáneas a las diócesis de: Burlington, Fall River, Mánchester, Portland, Springfield y Worcester.

## Historia
La diócesis de Boston fue erigida el 8 de abril de 1808 con el breve Ex debito del papa Pío VII, obteniendo el territorio de la diócesis de Baltimore, que a su vez fue elevada a arquidiócesis metropolitana y tenía a Boston como sufragánea.
El 18 de junio de 1834 con la bula Benedictus Deus el papa Gregorio XVI confirmó el territorio de jurisdicción de los obispos de Boston, extendido a toda Nueva Inglaterra.
El 29 de noviembre de 1843 cedió una parte de su territorio para la erección de la diócesis de Hartford (hoy arquidiócesis de Hartford) mediante el breve In suprema del papa Gregorio XVI.
El 19 de julio de 1850 pasó a formar parte de la provincia eclesiástica de la arquidiócesis de Nueva York.
El 29 de julio de 1853 cedió otras porciones de su territorio a favor de la erección de las diócesis de Burlington y Portland mediante el breve Apostolicae servitutis del papa Pío IX.
El 14 de junio de 1870 cedió una porción de su territorio para la erección de la diócesis de Springfield mediante el breve Ex commissi Nobis del papa Pío IX.
El 16 de febrero de 1872 otra porción de su territorio para la erección de la diócesis de Providence mediante el breve Quod catholico nomini del papa Pío IX.
El 12 de febrero de 1875 fue elevada al rango de arquidiócesis metropolitana en virtud del breve Quae Dei Ecclesiae del papa Pío IX.
El 15 de octubre de 1991, con la carta apostólica Constat Sanctum Patricium, el papa Juan Pablo II confirmó a san Patricio como patrono de la arquidiócesis.
En la arquidiócesis de Boston ha estallado uno de los mayores casos de pedofilia que ha afectado a la pertenencia a la Iglesia católica. Dado que el sistema judicial estadounidense permite a las víctimas tomar represalias económicas contra las diócesis, la mayoría de ellas prefirieron ser indemnizadas por las diócesis antes que condenar a los perpetradores, por lo que había una gran deuda de la arquidiócesis, que tuvo que vender numerosos inmuebles para liquidar amortizaciones.

## Estadísticas
De acuerdo al Anuario Pontificio 2021 la arquidiócesis tenía a fines de 2020 un total de 1 925 117 fieles bautizados.
| Año                                                                             | Población            | Población | Población      | Sacerdotes | Sacerdotes    | Sacerdotes    | Bautizados por sacerdote | Diáconos permanentes | Religiosos | Religiosos | Parroquias |
| Año                                                                             | Bautizados católicos | Total     | % de católicos | Total      | Clero secular | Clero regular | Bautizados por sacerdote | Diáconos permanentes | Varones    | Mujeres    | Parroquias |
| ------------------------------------------------------------------------------- | -------------------- | --------- | -------------- | ---------- | ------------- | ------------- | ------------------------ | -------------------- | ---------- | ---------- | ---------- |
| 1950                                                                            | 1 302 985            | 2 954 301 | 44.1           | 1869       | 991           | 878           | 697                      |                      | 878        | 4659       | 364        |
| 1959                                                                            | 1 582 577            | 3 035 168 | 52.1           | 2271       | 1287          | 984           | 696                      |                      | 1731       | 5543       | 391        |
| 1966                                                                            | 1 815 113            | 3 335.895 | 54.4           | 2504       | 1429          | 1075          | 724                      |                      | 1971       | 6080       | 411        |
| 1970                                                                            | ?                    | ?         | ?              | 2258       | 1200          | 1058          | ?                        |                      | 1269       | 5715       | 401        |
| 1976                                                                            | 2 018 034            | 4 313 394 | 46.8           | 2360       | 1376          | 984           | 855                      |                      | 1292       | 5664       | 469        |
| 1980                                                                            | 2 017 133            | 5 789 478 | 34.8           | 2164       | 1241          | 923           | 932                      | 92                   | 1277       | 4797       | 407        |
| 1990                                                                            | 1 872 435            | 3 742 600 | 50.0           | 1905       | 986           | 919           | 982                      | 171                  | 1231       | 4069       | 402        |
| 1999                                                                            | 2 042 688            | 3 761 400 | 54.3           | 1665       | 958           | 707           | 1226                     | 212                  | 110        | 2646       | 382        |
| 2000                                                                            | 2 017 451            | 3 754 200 | 53.7           | 1508       | 830           | 678           | 1337                     | 215                  | 866        | 2812       | 373        |
| 2001                                                                            | 2 038 032            | 3 857 751 | 52.8           | 1669       | 827           | 842           | 1221                     | 184                  | 1002       | 2877       | 369        |
| 2002                                                                            | 2 069 225            | 3 888 944 | 53.2           | 1678       | 864           | 814           | 1233                     | 209                  | 1032       | 2727       | 362        |
| 2003                                                                            | 2 083 899            | 3 951 377 | 52.7           | 1582       | 867           | 715           | 1317                     | 246                  | 929        | 2841       | 360        |
| 2004                                                                            | 2 077 487            | 3 970 026 | 52.3           | 1526       | 856           | 670           | 1361                     | 238                  | 864        | 2601       | 357        |
| 2006                                                                            | 1 845 758            | 3 974 846 | 46.4           | 1409       | 822           | 587           | 1309                     | 234                  | 803        | 2265       | 303        |
| 2012                                                                            | 1 921 000            | 4 209 000 | 45.6           | 1226       | 721           | 505           | 1566                     | 265                  | 693        | 1760       | 289        |
| 2013                                                                            | 1 906 372            | 4 240 000 | 45.0           | 1102       | 625           | 477           | 1729                     | 274                  | 653        | 1765       | 288        |
| 2015                                                                            | 1 949 219            | 4 147 275 | 47.0           | 1108       | 685           | 403           | 1791                     | 280                  | 550        | 1489       | 289        |
| 2018                                                                            | 1 946 413            | 4 266 903 | 45.6           | 1044       | 635           | 409           | 1864                     | 279                  | 553        | 1374       | 286        |
| 2020                                                                            | 1 925 117            | 4 255 803 | 45.2           | 1087       | 638           | 449           | 1771                     | 283                  | 580        | 1113       | 282        |
| Fuente: Catholic-Hierarchy, que a su vez toma los datos del Anuario Pontificio. |                      |           |                |            |               |               |                          |                      |            |            |            |

Se estima que unos 315 000 fieles asisten regularmente a las misas.

## Episcopologio

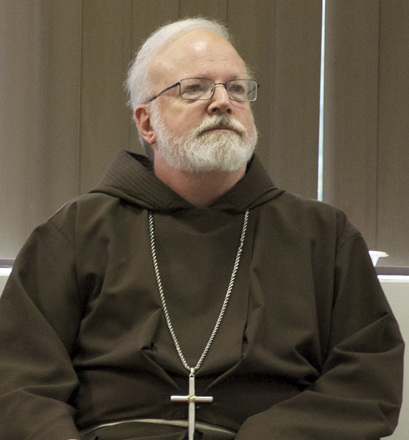
Seán Patrick cardenal O'Malley, arzobispo de Boston

- Jean-Louis Anne Madelain Lefebvre de Cheverus † (8 de abril de 1808-13 de enero de 1823 nombrado obispo de Montauban)
  - Sede vacante (1823-1825)
- Benedict Joseph Fenwick, S.I. † (10 de mayo de 1825-11 de agosto de 1846 falleció)
- John Bernard Fitzpatrick † (11 de agosto de 1846-13 de febrero de 1866 falleció)
- John Joseph Williams † (13 de febrero de 1866-30 de agosto de 1907 falleció)
- William Henry O'Connell † (30 de agosto de 1907-22 de abril de 1944 falleció)
- Richard James Cushing † (25 de septiembre de 1944-8 de septiembre de 1970 retirado)
- Humberto Sousa Medeiros † (8 de septiembre de 1970-17 de septiembre de 1983 falleció)
- Bernard Francis Law † (11 de enero de 1984-13 de diciembre de 2002 renunció)[17]
- Sean Patrick O'Malley, O.F.M.Cap., (1 de julio de 2003-5 de agosto de 2024 retirado)
- Richard Garth Henning, (5 de agosto de 2024-en el cargo)